# Laverda Hockey Breganze 1969
Questa voce raccoglie le informazioni riguardanti il Laverda Hockey Breganze nelle competizioni ufficiali della stagione 1969.

## Maglie e sponsor
| 1ª divisa |

## Rosa
| N° | Naz.              | Ruolo | Sportivo              |  |  |  |
| -- | ----------------- | ----- | --------------------- |  |  |  |
| ?  | Italia (bandiera) | E     | Beniamino Battistella |  |  |  |
| ?  | Italia (bandiera) | E     | Gino Borgatello       |  |  |  |
| ?  | Italia (bandiera) | E     | Lino Borghesan        |  |  |  |
| ?  | Italia (bandiera) | E     | Aronne Cerato         |  |  |  |
| ?  | Italia (bandiera) | E     | Mariano Moresco       |  |  |  |
| ?  | Italia (bandiera) | E     | Mario Saccardo        |  |  |  |
| ?  | Italia (bandiera) | P     | Renato Saccardo       |  |  |  |

- Allenatore: ?